# Bambusa indigena
Bambusa indigena är en gräsart som beskrevs av Liang Chi Chia och Hok Lam Fung. Bambusa indigena ingår i släktet Bambusa och familjen gräs. Inga underarter finns listade i Catalogue of Life.